# Mount Crabtree
Mount Crabtree ist ein 820 m hoher Berg im westantarktischen Marie-Byrd-Land. Er ragt 6 km ostsüdöstlich des Mount Fonda im nordzentralen Teil der Swanson Mountains in den Ford Ranges auf.
Wissenschaftler der United States Antarctic Service Expedition (1939–1941) kartierten ihn. Namensgeber ist der Biologe Ernest Granville Crabtree
(1883–1947), der als Berater bei den Vorbereitungen zur Operation Deep Freeze I (1955–1956) tätig war.